# 2016年冬季青年奧林匹克運動會競速滑冰比賽
2016年冬季青年奧林匹克運動會競速滑冰比賽於2月13日至19日在哈馬爾奧林匹克體育館舉行。與上屆比賽相比，該屆比賽剔除了男女3000米項目，並新增了混合團體競速賽。

## 奖牌榜
| 排名 | 国家／地区    | 金牌 | 银牌 | 铜牌 | 總數 |
| ---- | ------------- | ---- | ---- | ---- | ---- |
| 1    | 韩国（KOR）   | 5    | 1    | 2    | 8    |
| 2    | 中国（CHN）   | 1    | 3    | 1    | 5    |
| 3    | 日本（JPN）   | 0    | 2    | 0    | 2    |
| 4    | 意大利（ITA） | 0    | 0    | 1    | 1    |
| 4    | 荷兰（NED）   | 0    | 0    | 1    | 1    |
| 4    | 挪威（NOR）   | 0    | 0    | 1    | 1    |
| 总计 | 总计          | 7    | 7    | 7    | 21   |

## 獎牌得主

### 男子
| 項目       | 金牌                 | 金牌    | 银牌                   | 银牌    | 铜牌                           | 铜牌    |
| 500公尺    | 李岩哲 · 中国（CHN） | 71.95   | 榊原一辉 · 日本（JPN） | 73.97   | 崇杰武 · 韩国（KOR）           | 74.13   |
| 1500公尺   | 金民錫 · 韩国（KOR） | 1:51.35 | 堀川大地 · 日本（JPN） | 1:52.96 | Daan Baks · 荷兰（NED）        | 1:53.29 |
| 集體出發賽 | 金民錫 · 韩国（KOR） |         | 崇杰武 · 韩国（KOR）   |         | 阿兰·达尔·约翰松 · 挪威（NOR） |         |

### 女子
| 項目       | 金牌                 | 金牌    | 银牌               | 银牌    | 铜牌                          | 铜牌    |
| 500公尺    | 金旼鮮 · 韩国（KOR） | 78.66   | 韩梅 · 中国（CHN） | 79.44   | 李华伟 · 中国（CHN）          | 79.75   |
| 1500公尺   | 朴智玗 · 韩国（KOR） | 2:03.53 | 韩梅 · 中国（CHN） | 2:04.48 | Noemi Bonazza · 意大利（ITA） | 2:05.49 |
| 集體出發賽 | 朴智玗 · 韩国（KOR） |         | 韩梅 · 中国（CHN） |         | 金旼鮮 · 韩国（KOR）          |         |

### 混合
| 項目       | 金牌 | 金牌    | 银牌 | 银牌    | 铜牌 | 铜牌    |
| 團體競速賽 | Team 6 · 混合国家（MIX） · Noemi Bonazza · 意大利（ITA） · Sumiya Buyantogtokh · 蒙古（MGL） · 崇杰武 · 韩国（KOR） · 沈晗扬 · 中国（CHN） | 1:57.85 | Team 9 · 混合国家（MIX） · Elisa Dul · 荷兰（NED） · Karolina Gasecka · 波兰（POL） · 奥斯汀·克莱巴 · 美国（USA） · Anvar Mukhamadeyev · （KAZ） | 1:58.80 | Team 10 · 混合国家（MIX） · Chiara Cristelli · 意大利（ITA） · Mihaela Hogas · 罗马尼亚（ROU） · Ole Jeske · 德国（GER） · 阿兰·达尔·约翰松 · 挪威（NOR） | 1:58.87 |